# Fenestrobelba compacta
Fenestrobelba compacta är en kvalsterart som först beskrevs av Woas 1986.  Fenestrobelba compacta ingår i släktet Fenestrobelba och familjen Suctobelbidae. Inga underarter finns listade i Catalogue of Life.